# Alibertia hispida
Alibertia hispida är en måreväxtart som beskrevs av Adolpho Ducke. Alibertia hispida ingår i släktet Alibertia och familjen måreväxter. Inga underarter finns listade i Catalogue of Life.